# Aezani
Aezani (łac. Dioecesis Aezanitanus) – stolica historycznej diecezji w Cesarstwie Rzymskim (prowincja Frygia), współcześnie w Turcji. Od XX w. katolickie biskupstwo tytularne (wakujące od 1974).

## Biskupi tytularni
| Lp. | Biskup                           | Funkcja                                                                              | Od               | Do                |
| --- | -------------------------------- | ------------------------------------------------------------------------------------ | ---------------- | ----------------- |
| 1   | Pierre-André Viganò SJ           | emerytowany biskup Hajdarabadu (Indie), następnie biskup pomocniczy Tortony (Włochy) | 11 maja 1909     | 13 lutego 1921    |
| 2   | Anton van Velsen SJ              | wikariusz apostolski Batavii (Indonezja)                                             | 21 stycznia 1924 | 6 maja 1936       |
| 3   | Gregorio Modrego y Casaus        | biskup pomocniczy Toledo (Hiszpania)                                                 | 8 czerwca 1936   | 30 grudnia 1942   |
| 4   | Jean Gay CSSp                    | biskup koadiutor Gwadelupy w Basse-Terre                                             | 13 czerwca 1943  | 17 maja 1945      |
| 5   | Pedro Aparicio y Quintanilla SDB | biskup pomocniczy San Salvador                                                       | 22 lutego 1946   | 27 listopada 1948 |
| 6   | John Evangelist McBride OFM      | wikariusz apostolski Kokstadu (RPA)                                                  | 21 kwietnia 1949 | 11 stycznia 1951  |
| 7   | Federico Emmanuel SDB            | emerytowany biskup Castellammare di Stabia (Włochy)                                  | 16 kwietnia 1952 | 2 stycznia 1962   |
| 8   | Gaetano De Cicco                 | emerytowany biskup Sessa Aurunca (Włochy)                                            | 22 marca 1962    | 14 listopada 1962 |
| 9   | Marcello Rosina                  | biskup pomocniczy Nepi i Sutri (Włochy)                                              | 31 stycznia 1963 | 10 sierpnia 1974  |